# Ерік Вальстедт
Ерік Вальстедт (швед. Erik Wahlstedt, нар. 16 квітня 1976, Гетеборг) — шведський футболіст, що грав на позиції захисника.
Виступав, зокрема, за клуби «Гельсінгборг» та «Гельсінгборг», а також національну збірну Швеції.

## Клубна кар'єра
Народився 16 квітня 1976 року в місті Гетеборг. Вихованець футбольної школи клубу «БК Астріо». Дорослу футбольну кар'єру розпочав 1993 року в основній команді того ж клубу, в якій того року взяв участь у 15 матчах чемпіонату. 
Протягом 1994—1996 років захищав кольори клубу «Гетеборг».
Своєю грою за останню команду привернув увагу представників тренерського штабу клубу «Гельсінгборг», до складу якого приєднався 1997 року. Відіграв за команду з Гельсінгборга наступні чотири сезони своєї ігрової кар'єри. Більшість часу, проведеного у складі «Гельсінгборга», був основним гравцем захисту команди.
Протягом 2001—2004 років захищав кольори клубу «Есб'єрг».
У 2004 році повернувся до клубу «Гельсінгборг», за який відіграв 8 сезонів. Граючи у складі «Гельсінгборга» також здебільшого виходив на поле в основному складі команди. Завершив професійну кар'єру футболіста виступами за команду «Гельсінгборг» у 2012 році.

## Виступи за збірну
У 1998 році дебютував в офіційних матчах у складі національної збірної Швеції.
У складі збірної був учасником чемпіонату Європи 2004 року у Португалії.
Загалом протягом кар'єри в національній команді, яка тривала 7 років, провів у її формі 2 матчі.